# Bicqueley
Bicqueley är en kommun i departementet Meurthe-et-Moselle i regionen Grand Est (tidigare regionen Lorraine) i nordöstra Frankrike. Kommunen ligger i kantonen Toul-Sud som tillhör arrondissementet Toul. År 2022 hade Bicqueley 927 invånare.

## Befolkningsutveckling
Antalet invånare i kommunen Bicqueley
| Referens: INSEE |